# Oh Mother
«Oh mother» (en español: «Oh Madre») es el quinto y último sencillo promocional del álbum Back to Basics de la cantante estadounidense Christina Aguilera. Lanzado en algunos países de Europa Central,. —mientras que "Slow Down Baby" fue mantenido como el único sencillo promocional en Oceanía—. La canción fue escrita por Aguilera, Derryck Thornton, Mark Rankin, Liz Thornton, Christophe Barratier, Bruno Coulais y Kara DioGuardi. La producción fue realizada por Big Tank y Q, con L Boggie acreditado como coproductor y Aguilera con los servicios como productor adicional.
"Oh Mother" es una balada de piano que habla de la infancia abusiva de Aguilera, que se comparó con la canción de Madonna "Oh Father", e incorpora diversos instrumentos musicales de las cadenas a los teclados. Contiene una muestra de "Vois Sur Ton Chemin", escrito por Bruno Coluais y Christopher Barratler. Tras su lanzamiento, la canción fue recibido con críticas positivas, principalmente críticos de música contemporánea, así mismo logró entrar en las listas de popularidad de Europa con un éxito moderado.

## Antecedentes y grabación
Después del lanzamiento de Stripped (2002), así como la colaboración con diferentes artistas, Aguilera decidió grabar nuevos materiales de estilo de la vieja escuela para su próximo álbum.  Más tarde explicó que su largo descanso le permitió escribir mucho sobre lo que había experimentado durante ese tiempo. Aguilera también explicó que quería aportar algo novedoso para su álbum, que cuenta con 24 canciones en él. Quería tratar de evolucionar como artista y un visionario. Como resultado, Back to Basics, tercer álbum de estudio de Aguilera que se compone de dos discos. En el primer disco, que trabajó con los productores como DJ Premier y Mark Ronson entre los que muestras de la producción. El segundo fue escrito y producido exclusivamente por la productora Linda Perry. Aguilera envió cartas a diferentes productores que esperaba que podrían ayudar con la dirección que estaba tomando para el proyecto animándoles a experimentar, reinventar y crear una sensación de alma moderna. Ella describió el primer disco como "una especie de retroceso con elementos de jazz, blues y soul combinada con un toque moderno al día, como contundente beats. 
"Oh Mother" fue escrito por la misma Christina Aguilera, Derryck Thornton, Mark Rankin, Liz Thornton, Christophe Barratier, Bruno Coulais y Kara DioGuardi. La producción fue realizada por Big Tank y Q, con L Boggie acredita como coproductor y Aguilera servicios como productor adicional. Mientras que el sonido del piano y teclados fueron proporcionados por V. Young, y mientras que Rob Lewis sirvió con la guitarra y arreglos. Lewis también tocaba instrumentos de cuerda con Aroussiak Baltaian, Daniel Seidenberg, Garik Terzian, Ilana Setapen, Joel Pargman y Maia Jasper.

## Composición
Musicalmente, "Oh Mother" es una balada de piano. Escrito en la clave de C♯ menor, es un downtime de la pista con un moderado ritmo de 88 latidos por minuto. "Oh Mother" tiene una progresión de acordes de C♯m - A/C♯ - F♯m - G♯7 al principio rango vocal de Aguilera en los tramos de vía de la baja nota de F♯3 a la alta nota de E5 de la pista instrumental proviene de guitarra, cuerdas, piano y teclados. También cuenta con una muestra de "Vois Sur Ton Chemin" escrito por Bruno Coluais y Christopher Barratler, Spence D. de IGN llamó la melodía de la canción "arrullo" y "flexible". Según Aguilera sí misma: "¡Oh Madre" habla de su niñez abusiva. Ella reveló: "Creo que pasar por lo que pasé a una edad temprana -el abuso de que fueron en mi casa- me afectó mucho la violencia doméstica es un tema que es muy secreto en la sociedad". Él tomó su enojo en su rostro y Aguilera recuerda la violencia en el hogar de su infancia mientras ella canta" mantuvo todo su dolor encerrado". Nick Levine de Digital Spy dijo que "Oh Mother" es un "recauchutado" de "yo estoy bien", una canción con el mismo tema del álbum de 2002 de Aguilera titulado Stripped.

## Vídeo musical
El vídeo musical fue lanzado el día 8 de noviembre de 2007 y fue extraído del DVD Back To Basics: Live And Down Under grabado en Australia. Se puso en la cuenta de VEVO oficial de Aguilera en YouTube el día 3 de octubre de 2009.

## Recepción

### Crítica
Tras su lanzamiento, "Oh Madre" fue recibido con críticas positivas, principalmente de contemporáneos críticos de música. Lucy Davis de la BBC Music escribió que la canción "puede significar mucho para algunos, aquellos con los tediosos defensa debe ir - cuando ella se pone con el canto, no hay nada que probar". Slant Magazine con el editor Sal Cinquemani consideró "Oh Mother" con un estilo de piano "amoroso" y la melodía "que se nos ofrece un respiro". Amanda Murray de Sputnikmusic también fue positiva hacia la "Oh Mother" comentando que "otra oda a su madre sola y el medio dedo a su abusivo padre, sin embargo, es una prueba más de que Aguilera funciona mejor cuando el objeto que realmente significa algo para ella, cuando la canción es más que algo que cantar". D. Spence de IGN fue positiva hacia el significado de la canción , escribiendo "resuena con una energía agridulce que le ayuda a elevarse por encima de la reina del pop". MusicOMH con John Murray no estaba impresionado hacia la canción, que calificó de "bueno" pero "acaba de hacer los malos momentos que se sienten mucho peor". Digital Spy con el crítico Nick Levine proporciona una crítica negativa dándole dos de cada cinco estrellas de calificación y que calificó de "temblorosa" y "conclusión vibrato de combustible". También comparó "Oh Mother" con la canción de Madonna "Oh Father" (1989) por la misma triste melodía así como el mismo tema del abuso de los niños.

### Comercial
Comercialmente, "Oh Mother" alcanzó impacto moderado en las listas de toda Europa. En la lista de singles de Austria, el sencillo debutó en el número 26 del 7 de diciembre de 2007 y alcanzó el puesto número 23 en la semana siguiente. La pista se mantuvo durante un total de nueve semanas. En Alemania, "Oh madre" alcanzó el puesto número 18 en Media Control Charts. El sencillo también alcanzó su punto máximo en los Países Bajos y Suiza, en el número 54 y 79 respectivamente.

## Canciones del sencillo
- Maxi Basic

1. «Oh mother» (Álbum Versión) - 3:45
2. «Oh mother» (Instrumental) - 3:45

- Maxi Premium

1. «Oh mother» - 3:45
2. «Oh mother» (Instrumental) - 3:45
3. «Ain't no other man» (Back to basics live in Londres) - 4:03
4. «Candyman» (Back to basics live in Londres) - 3:22

Si quieres ver otras versiones de Oh mother, en Remixes de Christina Aguilera

## Listas
| Europa          |                                      |    |
| Europa          | Europa 200 Singles ¡ Tracks          | 80 |
| Europa          | Eurohot 100                          | 55 |
| Europa          | Europe Airplay Top 100               | 29 |
| Alemania        | German Singles Chart                 | 18 |
| Alemania        | German Airplay Chart                 | 4  |
| Alemania        | German Download Chart                | 21 |
| Alemania        | German Digital Chart                 | 17 |
| Austria         | Austrian Aiplay Chart                | 11 |
| Austria         | Austria Singles Chart                | 23 |
| Francia         | Francia Airplay Chart                | 22 |
| Eslovaquia      | Slovakia Singles Chart               | 21 |
| Países Bajos    | Dutch Singles Chart                  | 68 |
| Países Bajos    | Dutch Airplay Chart                  | 48 |
| Reino Unido     | UK Aiplay Chart                      | 15 |
| República Checa | Czech Republic Top 100 Airplay Chart | 32 |
| Suiza           | Swiss Singles Chart                  | 79 |
| Suiza           | Swiss Airplay Chart                  | 4  |